# Andriej Dundukow
Andriej Giennadijewicz Dundukow (ros. Андрей Геннадьевич Дундуков, ur. 12 listopada 1966 r. w Jużnosachalińsku) – radziecki kombinator norweski, dwukrotny medalista mistrzostw świata oraz dwukrotny medalista mistrzostw świata juniorów.

## Kariera
W Pucharze Świata Andriej Dundukow zadebiutował 23 lutego 1985 roku w Leningradzie, gdzie był siódmy w konkursie rozgrywanym metodą Gundersena. Tym samym już w swoim debiucie zdobył pierwsze pucharowe punkty. Był to jednak jego jedyny występ i w klasyfikacji generalnej sezonu 1984/1985 zajął ostatecznie 27. miejsce. W kolejnym sezonie także tylko raz pojawił się w zawodach pucharowych – 22 marca 1986 roku w Štrbskim Plesie był trzydziesty. Wobec braku zdobytych punktów nie został uwzględniony w klasyfikacji generalnej (w sezonach 1983/1984-1992/1993 obowiązywała inna punktacja Pucharu Świata). W 1986 roku zdobył jednak dwa medale na Mistrzostwach Świata Juniorów w Lake Placid: złoty indywidualnie oraz srebrny w drużynie.
W 1987 roku wystartował na Mistrzostwach Świata Oberstdorfie, gdzie wspólnie z Siergiejem Czerwiakowem i Allarem Levandim wywalczył brązowy medal w rywalizacji sztafet. Po skokach zajmowali czwarte miejsce, jednak na trasie biegu zdołali wyprzedzić reprezentantów NRD i zdobyć brązowe medale. W konkursie indywidualnym Dundukow zajął piętnaste miejsce. W rywalizacji pucharowej trzykrotnie plasował się w czołowej dziesiątce, ale na podium nie stanął. Najlepszy wynik uzyskał 6 marca w Falun i 13 marca 1987 roku w Leningradzie, w obu przypadkach zajmując piąte miejsce. W klasyfikacji generalnej zajął 14. pozycję.
Najważniejszym punktem sezonu 1987/1988 były Igrzyska Olimpijskie w Calgary. W zawodach indywidualnych uzyskał 26. wynik na skoczni oraz piąty czas na trasie biegu, dzięki czemu cały konkurs zakończył na dwunastym miejscu. W zawodach drużynowych sztafeta radziecka nie ukończyła rywalizacji. W Pucharze Świata pojawił się tylko trzykrotnie, ale 25 marca 1988 roku po raz pierwszy stanął na podium zawodów tego cyklu, zajmując trzecie miejsce w Rovaniemi. W klasyfikacji generalnej był tym razem jedenasty.
Najlepsze wyniki osiągnął w sezonach 1988/1989 i 1989/1990, które ukończył na ósmej pozycji. W tym czasie łącznie siedmiokrotnie znalazł się w czołowej dziesiątce, w tym dwukrotnie stając na podium: 7 stycznia 1989 roku w Schonach był drugi, a 16 marca 1990 roku w Oslo odniósł swoje jedyne zwycięstwo. Wygrana w stolicy Norwegii była równocześnie jego ostatnim podium w zawodach Pucharu Świata. W lutym 1989 roku wystąpił na Mistrzostwach Świata w Lahti. W konkursie indywidualnym po skokach zajmował trzecie miejsce za Trondem Einarem Eldenem z Norwegii oraz Jukką Ylipullim z Finlandii. W biegu zdołał wyprzedzić Fina, ale Eldena już nie dogonił. Dundukow zdobył srebrny medal na metę przybiegając ponad dwie i pół minuty za zwycięzcą, trzecie miejsce zajął kolejny Norweg - Trond-Arne Bredesen. W konkursie drużynowym drużyna radziecka z Dundukowem w składzie zajmowała drugie miejsce po skokach, lecz nie zdołała obronić tej pozycji na trasie biegu, kończąc zawody na czwartej pozycji.
Dundukow startował w zawodach do zakończenia sezonu 1991/1992, ale sukcesów już nie osiągał. Nie wystąpił na Mistrzostwach Świata Val di Fiemme w 1991 roku, ale brał udział w rozgrywanych rok później Igrzyskach w Albertville. Oba konkursy olimpijskie, drużynowy i indywidualny, Dundukow ukończył na jedenastej pozycji. Ostatni oficjalny występ zanotował 4 stycznia 1992 roku w Schonach, gdzie zajął 39. miejsce. W 1992 roku zakończył karierę.

## Osiągnięcia

### Igrzyska Olimpijskie
| Miejsce | Dzień     | Rok  | Miejscowość | Konkurencja             | Wynik zwycięzcy | Strata       | Zwycięzca      |
| ------- | --------- | ---- | ----------- | ----------------------- | --------------- | ------------ | -------------- |
| DNF     | 24 lutego | 1988 | Calgary     | Sztafeta K-90/3 × 10 km | 1:20:46.0 h     | -            | RFN            |
| 12.     | 28 lutego | 1988 | Calgary     | Gundersen K-90/15 km    | 38:16.8 min     | +2:53.6 min  | Hippolyt Kempf |
| 11.     | 12 lutego | 1992 | Albertville | Gundersen K-90/15 km    | 44:28.1 min     | +3:16.1 min  | Fabrice Guy    |
| 11.     | 24 lutego | 1992 | Albertville | Sztafeta K-90/3 × 10 km | 1:23:36.6 h     | +14:20.7 min | Japonia        |

### Mistrzostwa świata
| Miejsce | Dzień     | Rok  | Miejscowość | Konkurencja             | Wynik zwycięzcy | Strata      | Zwycięzca         |
| ------- | --------- | ---- | ----------- | ----------------------- | --------------- | ----------- | ----------------- |
| 15.     | 13 lutego | 1987 | Oberstdorf  | Gundersen K-90/15 km    | 423.80 pkt      | -11.09 pkt  | Torbjørn Løkken   |
| 3.      | 14 lutego | 1987 | Oberstdorf  | Sztafeta K-90/3 × 10 km | 1261.94 pkt     | -25.24 pkt  | RFN               |
| 2.      | 18 lutego | 1989 | Lahti       | Gundersen K-90/15 km    | 37:10.7 min     | +2:39.9 min | Trond Einar Elden |
| 4.      | 24 lutego | 1989 | Lahti       | Sztafeta K-90/3 × 10 km | 1:24:21.7 h     | +2:11.8 min | Norwegia          |

### Mistrzostwa świata juniorów
| Miejsce | Dzień     | Rok  | Miejscowość | Konkurencja              | Wynik zwycięzcy | Strata | Zwycięzca |
| ------- | --------- | ---- | ----------- | ------------------------ | --------------- | ------ | --------- |
| 1.      | 11 lutego | 1986 | Lake Placid | Gundersen K-90/15 km     | ?               | -      | -         |
| 2.      | 13 lutego | 1986 | Lake Placid | Drużynowo K-90/3 × 10 km | ?               | ?      | Norwegia  |

### Puchar Świata

#### Miejsca w klasyfikacji generalnej
- sezon 1984/1985: 27.
- sezon 1986/1987: 14.
- sezon 1987/1988: 11.
- sezon 1988/1989: 8.
- sezon 1989/1990: 8.
- sezon 1990/1991: 20.
- sezon 1991/1992: 26.

#### Miejsca na podium chronologicznie
| Nr | Data            | Miejscowość | Konkurencja         | Wynik zwycięzcy | Pozycja | Strata      | Zwycięzca          |
| -- | --------------- | ----------- | ------------------- | --------------- | ------- | ----------- | ------------------ |
| 1. | 25 marca 1988   | Rovaniemi   | Gundersen K90/15 km | 422.700 pkt     | 3.      | -9.930      | Klaus Sulzenbacher |
| 2. | 7 stycznia 1989 | Schonach    | Gundersen K90/15 km | ?               | 2.      | +1:19.0 min | Hippolyt Kempf     |
| 3. | 16 marca 1990   | Oslo        | Gundersen K90/15 km | ?               | 1.      | -           | -                  |